# Трентон (Огайо)
Трентон (англ. Trenton) — місто (англ. city) в США, в окрузі Батлер штату Огайо. Населення — 13 021 особа (2020).

## Географія
Трентон розташований за координатами 39°28′45″ пн. ш. 84°27′43″ зх. д. / 39.47917° пн. ш. 84.46194° зх. д. (39.479073, -84.462008).  За даними Бюро перепису населення США в 2010 році місто мало площу 11,82 км², уся площа — суходіл.

## Демографія
Згідно з переписом 2010 року, у місті мешкало 11 869 осіб у 4160 домогосподарствах у складі 3258 родин. Густота населення становила 1004 особи/км².  Було 4454 помешкання (377/км²).
Расовий склад населення:
| - 96,2 % — білих - 1,0 % — чорних або афроамериканців - 0,5 % — азіатів - 0,2 % — корінних американців |

До двох чи більше рас належало 1,9 %. Частка іспаномовних становила 1,7 % від усіх жителів.
За віковим діапазоном населення розподілялося таким чином: 31,0 % — особи молодші 18 років, 59,6 % — особи у віці 18—64 років, 9,4 % — особи у віці 65 років та старші. Медіана віку мешканця становила 32,2 року. На 100 осіб жіночої статі у місті припадало 94,6 чоловіків;  на 100 жінок у віці від 18 років та старших — 91,1 чоловіків також старших 18 років.
Середній дохід на одне домашнє господарство  становив 66 101 долар США (медіана — 58 814), а середній дохід на одну сім'ю — 68 051 долар (медіана — 60 147). Медіана доходів становила 46 127 доларів для чоловіків та 40 008 доларів для жінок. За межею бідності перебувало 15,2 % осіб, у тому числі 15,3 % дітей у віці до 18 років та 8,1 % осіб у віці 65 років та старших.
Цивільне працевлаштоване населення становило 5652 особи. Основні галузі зайнятості: виробництво — 21,5 %, освіта, охорона здоров'я та соціальна допомога — 19,5 %, роздрібна торгівля — 16,1 %.